# Calycorectes bergii
Calycorectes bergii är en myrtenväxtart som beskrevs av Noel Yvri Sandwith. Calycorectes bergii ingår i släktet Calycorectes och familjen myrtenväxter. Inga underarter finns listade i Catalogue of Life.